# Raimon de Durfort e Turc Malec
Turc Malec, o anche Turc Malet, Truc Maletz (fl. XII-XIII secolo), è stato un trovatore minore e nobiluomo, probabilmente originario del Quercy.
Ha scritto la cobla esparsa En Raimon, be.us tenc a grat, l'ultima di una serie di tre sirventes, e in risposta a Raimon de Durfort (anch'egli del Quercy), il quale a sua volta rispondeva ad Arnaut Daniel. Tutti e tre i sirventes vennero scritti in nove stanze monorime, le prime due composte da settenari e le rimanenti sette da ottonari.
Per Raimon e Turc viene composta una vida-razó di questo tipo:
La vida-razo, tuttavia, è viziata da un malinteso. Nella poesia Aia non chiede di essere "suonata (o soffiata)" nel cul (ano) ma nel corn. Questo può essere un riferimento allo sfintere anale (che può fare rumore simile a un corno) o al clitoride. Sebbene la vida è stata intesa a contenere un riferimento nascosto al sesso omosessuale, in effetti viene fatto riferimento al tipico sesso vaginale o, offensivamente, alla stimolazione orale dell'ano.